# Martin Venix
Martinus „Martin“ Venix (ur. 4 marca 1950 w Tilburgu) – holenderski kolarz torowy i szosowy, czterokrotny medalista torowych mistrzostw świata.

## Kariera
Pierwszy sukces w karierze Martin Venix osiągnął w 1972 roku, kiedy zwyciężył w holenderskim kryterium w Hulst. Dwa lata później, podczas torowych mistrzostw świata w Montrealu Holender zdobył srebrny medal w wyścigu ze startu zatrzymanego amatorów, ulegając jedynie Jeanowi Breuerowi z RFN. Na rozgrywanych cztery lata później mistrzostwach świata w Monachium powtórzył ten wynik, tym razem już jako zawodowiec, przegrywając tylko z kolejnym reprezentantem RFN - Wilfriedem Peffgenem. Ponadto w swej koronnej konkurencji Venix wywalczył dwa złote medale: na mistrzostwach świata w Amsterdamie w 1979 roku oraz mistrzostwach w Leicesterze trzy lata później. Wielokrotnie zdobywał medale torowych mistrzostw kraju, jednak nigdy nie wystąpił na igrzyskach olimpijskich.